# Instant Crush
Instant Crush (с англ. — «Мгновенное увлечение») — песня, записанная французским дуэтом Daft Punk при участии Джулиана Касабланкаса в качестве вокалиста. Она была выпущена в качестве четвёртого сингла из альбома Random Access Memories 22 ноября 2013. Журнал «Rolling Stone» поставил её на 58 место в списке 100 лучших песен 2013 года.

## Создание
Во время работы над звуковой дорожкой к фильму Трон: Наследие в 2010, Daft Punk познакомились с Касабланкасом в студии через общего друга. Участники дуэта, будучи фанатами его группы The Strokes, представили Джулиану инструментальный демо-трек, предназначенный для использования в их грядущем альбоме. Касабланкас положительно отреагировал на демо и затем согласился записать вокал для трека, который в дальнейшем стал «Instant Crush».
В отношении текста песни Касабланкас рассказывал, что Daft Punk рассказали ему «целую историю», которую они хотели бы иметь. В какой-то момент он думал, что песню стоит назвать «Summer Crush», основываясь на том, как ему описали идею. Концепт включал воспоминание из детства о встрече с девушкой, возможность быть с которой была упущена. Первоначально Касабланкас пытался сотрудничать в написании слов с Полом Уильямсом, однако чувствовал, что выходит слишком «плоско». Касабланкас выбросил все написанные таким образом строки и заменил теми, которые спонтанно спел для соответствия структуре «Instant Crush», и решил, что так он полнее будет соответствовать требуемому концепту. Ги-Мануэль заметил, «Это необычный тембр Джулиана, однако это звучание, что он избрал для песни, делает её ещё более завораживающей для нас» (англ. «It is true that it is not his usual register, it is the way Julian reacted to the track so for us it is even more exciting»).

## Музыкальное видео
Уоррен Фу срежиссировал видеоклип для «Instant Crush» производства Daft Arts. Ранее он занимался дизайном обложки Random Access Memories, а также был одним из режиссёров клипа к «Lose Yourself to Dance». Тони Гарднер и Alterian, Inc. разработали персонажей для клипа и создали фигуры из воска и стекловолокна. Прежде Гарднер сотрудничал с Daft Punk в режиссуре клипа на «The Prime Time of Your Life», а также работал над фильмом Daft Punk's Electroma и над их концертным туром Alive 2006/2007. Первые кадры из клипа эксклюзивно были показаны в эфире французского BFM TV 5 декабря 2013. Премьера полной версии состоялась на Vevo на следующий день. Видео было снято на 35-миллиметровую плёнку в формате 4:3. Его сюжет был навеян сказкой Андерсена «Стойкий оловянный солдатик» и телесериалом «Сумеречная зона».
В основе лежит любовная история между двумя восковыми фигурами в выставочном зале: французского солдата, напоминающего своими чертами Касабланкаса, и крестьянки, выставленной напротив него. Кадры статуй перемежаются сценами с участием Касабланкаса. Солдата уносят от девушки из зала и укладывают в запасник в подвале. Позже начинается пожар, вызывающий обрушение пола, и статуя крестьянки проваливается в подпол, где воссоединяется с солдатом. Здесь они сжимают руки и плавятся от огня. В одном из кадров в качестве пасхального яйца появляются шлемы Daft Punk на музейной полке.

## Выпуск
«Instant Crush» дебютировала на позициях 37 и 29 чартах синглов во Швеции и Франции соответственно после выпуска Random Access Memories, проведя в последнем чарте 16 недель. В UK Singles Chart песня вошла на 198 позиции, в чарт Billboard Bubbling Under Hot 100 Singles — на 16.

## Список композиций
CD promo
1. «Instant Crush» (radio edit) — 3:30
2. «Instant Crush» (album version) — 5:38

## Позиции в чартах

### По неделям
| Чарт (2013-14)                             | Высшая позиция |
| ------------------------------------------ | -------------- |
| Австралия                                  | 7              |
| Бельгия/Фландрия (Ultratop 50)             | 23             |
| Бельгия (Ultratop Flanders Dance)          | 5              |
| Бельгия/Валлония (Ultratop 50)             | 5              |
| Бельгия (Ultratop Wallonia Dance)          | 5              |
| Франция (SNEP)                             | 4              |
| Италия                                     | 80             |
| Ливан (The Official Lebanese Top 20)       | 10             |
| Mexico Ingles Airplay (Billboard)          | 44             |
| Словакия (Rádio — Top 100)                 | 77             |
| Южная Корея                                | 8              |
| Швеция (Sverigetopplistan)                 | 37             |
| Швейцария (Schweizer Hitparade)            | 40             |
| Украина (FDR Music Charts)                 | 6              |
| Великобритания (Official Charts Company)   | 198            |
| США (Billboard Bubbling Under Hot 100)     | 16             |
| США (Billboard Hot Dance/Electronic Songs) | 20             |

### За год
| Чарт (2013)                           | Позиция |
| ------------------------------------- | ------- |
| US Dance/Electronic Songs (Billboard) | 42      |

## Хронология выпуска
20 ноября 2013 Sony Music Entertainment сообщила, что «Instant Crush» будет выпущена в качестве следующего сингла с Random Access Memories. Через два дня после этого песня была запущена в ротацию итальянских радиостанций, а в конце той же недели была выпущена в Польше.
| Регион | Дата           | Радиоформат                     | Лейбл            |
| ------ | -------------- | ------------------------------- | ---------------- |
| Италия | 22 ноября 2013 | Contemporary hit radio          | Sony Music       |
| США    | 6 января 2014  | Triple A radio                  | Columbia Records |
| США    | 7 января 2014  | Modern rock / alternative radio | Columbia Records |

## Кавер-версии
В 2015 австралийская певица Натали Имбрулья записала кавер-версию песни для своего пятого альбома Male, целиком состоящего из каверов. Песня была выбрана в качестве ведущего сингла и выпущена в цифровом виде в марте 2015. Эта версия была записана в Нью-Йорке под руководством продюсера Билли Манна. На песню был снят видеоклип в стилистике 1950-х, съёмки прошли 10 марта 2015 с режиссёром Джо Стивенсоном. В видео Имбрулья накрывает ужин безразличному к ней мужчине, который в конце оказывается восковой статуей, что отсылает к оригинальному клипу.
В 2016 году трибьют-коллектив Vitamin String Quartet, исполняющий инструментальные кавер-версии песен на смычковых инструментах, представил свою версию композиции в альбоме Vitamin String Quartet Performs Daft Punk’s Random Access Memories.
В 2017 году в Live альбоме Unpeeled американской рок-группы Cage the Elephant в акустической версии со струнными и хором.